# Challa (Mischnatraktat)
Challa/חלה (dt. Teighebe) ist ein Traktat der Mischna in der Ordnung Sera'im („Saaten, Samen“).

## Textüberlieferung
Bei den für den Mischnatext bedeutsamen Handschriften fällt auf, dass in Handschrift München das dritte Kapitel fehlt. Vermutlich ist es durch Unachtsamkeit eines Abschreibers entfallen, denn das vierte Kapitel wird regulär als solches gezählt. Interessant ist aber, dass die Handschriften Kaufmann und München einen deutlich längeren Schluss bieten als die übrigen Manuskripte und der Druck.

## Inhalt
Der Ausgangspunkt für die Bestimmungen im Traktat Challa findet sich in der Tora. So heißt es:

„Erstling eures Teigs sollt ihr einen Kuchen als Opfergabe darbringen.“

Strukturell ähnliche Vorschriften über Erstlingsgaben existieren auch für die Erstgeborenen von Tieren, Erstlingsfrüchte usw. Der Mischnatraktat Challa behandelt in seinen vier Kapiteln u. a. folgende Fragen:
- Welche Getreidearten und welche Teige fallen unter die Pflicht zur Abgabe der Challa?
- Ab welchen Mengen ist ein Teig challapflichtig?
- Wie verhält es sich mit der Challa in Bezug auf importiertes/exportiertes Getreide?
- Wie sind Teige von Nichtjuden, Mischteige und anderes zu behandeln?

Den Abschluss des Traktates bildet ein aggadisches Stück mit Beispielfällen, woran in den Handschriften Kaufmann und München jedoch noch ein Abschnitt über „24 Gaben, die man den Priestern gab“, angehängt ist.

## Tosefta und Talmud
Zu Challa existiert ein Traktat der Tosefta, der allerdings stärker als üblich von der Mischna abweicht. Ebenso gibt es eine Gemara im Talmud Jeruschalmi. Der babylonische Talmud hingegen kennt den Traktat Challa ebenso wenig wie die anderen Traktate der Ordnung Sera'im, abgesehen von Berachot.